# Crosby, Stills & Nash
Crosby, Stills & Nash var en musikgrupp bildad 1968 i Kalifornien, USA. Gruppen bestod av David Crosby (gitarr, sång), Stephen Stills (elbas, gitarr, sång) och Graham Nash (keyboard, gitarr, sång). Ibland utökad med Neil Young och då hette gruppen följaktligen Crosby, Stills, Nash & Young. Ibland spelade bara Crosby och Nash ihop som duon Crosby & Nash.
Crosby, Stills & Nashs mest kända låtar är "Guinnevere" och "Déjà Vu" (skrivna av Crosby), "Suite: Judy Blue Eyes" och "Find the Cost of Freedom" (av Stills) samt "Marrakesh Express" och "Teach Your Children" (av Nash).
Nash hade tidigare varit med i The Hollies, Stills i Buffalo Springfield och Crosby i The Byrds. De tre spelade mestadels pop och folk-rock ihop och trions främsta kännetecken är den fina stämsången. De var med på Woodstockfestivalen 1969. Crosby Stills and Nash invaldes i Rock and Roll Hall of Fame år 1997.
Gruppen besökte Globen i Stockholm 16 juni 2005.

## Diskografi
Album
- Crosby, Stills & Nash (1969)
- CSN (1977)
- Daylight Again (1982)
- Allies (1983)
- Live It Up (1990)
- After the Storm (1994)
- Demos (2009)

Samlingsalbum
- Replay (1980)
- Carry On (1991)
- Crosby, Stills & Nash (1991)
- Crosby, Stills & Nash (1969 - 1990) (1991) (4-CD box)
- Greatest Hits (2005)
- Collector's Edition CD (2005)
- Live In L.A. (2007)

För övriga utgåvor se respektive Crosby, Stills, Nash & Young, Crosby & Nash, David Crosby, Stephen Stills, Graham Nash och Neil Young.